# Paľo Bielik
Paľo Bielik (ur. 11 grudnia 1910 w Bańskiej Bystrzycy, zm. 23 kwietnia 1983 w Bratysławie) – słowacki aktor, reżyser i scenarzysta filmowy. 

## Filmografia

### Role aktorskie
- 1935: Jánošík – Juraj Jánošík
- 1938: Bracia Hordubalowie (Hordubalové) – Michal Hordubal
- 1938: Hrdinové hranic – Pavel Kriško
- 1947: Čapkovy povídky – Havelka, szef policji
- 1947: Varúj...! – Ondrej Muranica
- 1948: Wilcze doły (Vlčie diery) – Dičo

### Reżyseria
- 1948: Wilcze doły (Vlčie diery)
- 1950: Priehrada
- 1952: Ruszyły wzgórza (Lazy sa pohli)
- 1953: W piątek trzynastego (V piatok trinásteho)
- 1958: Czterdziestu czterech (Štyridsaťštyri)
- 1959: Bunt kapitana (Kapitán Dabač)
- 1963: Janosik (Jánošík I., II.)
- 1966: Majster kat
- 1968: Trzej świadkowie (Traja svedkovia)

### Scenariusze
- 1947: Varúj...!
- 1948: Wilcze doły (Vlčie diery)
- 1950: Priehrada
- 1952: Ruszyły wzgórza (Lazy sa pohli)
- 1953: W piątek trzynastego (V piatok trinásteho)
- 1956: Nie je Adam ako Adam
- 1958: Czterdziestu czterech (Štyridsaťštyri)
- 1959: Bunt kapitana (Kapitán Dabač)
- 1963: Janosik (Jánošík I., II.)
- 1966: Majster kat
- 1968: Trzej świadkowie (Traja svedkovia)
- 1975: Stretnutie
- 1978: Nie

## Źródła
- Palo Bielik w bazie IMDb (ang.)
- Paľo Bielik w bazie Filmweb
- Palo Bielik w bazie Kinobox.cz (cz.)
- Paľo Bielik. w bazie ČSFD.cz. (cz.).
- Paľo Bielik. w bazie FDb.cz. (cz.).